# Huangshan
Huangshan (Chinees: 黄山, pinyin: Huángshān: gele berg) is een bergmassief in het zuiden van de Chinese provincie Anhui. Het landschap staat bekend om de vele granieten rotsen die uit een zee van wolken oprijzen, de Pinus hwangshanensis-dennen, warmwaterbronnen en zonsondergangen. Het gebergte vormde de inspiratie voor een groot aantal werken in de Chinese schilderkunst en literatuur. In 1990 plaatste UNESCO Huangshan op de Werelderfgoedlijst.

## Geografie
Huangshan beslaat een oppervlakte van 250 vierkante kilometer. Het heeft een groot aantal bergtoppen, waarvan er 77 meer dan 1000 meter hoog zijn. De hoogste top is de 1864 meter hoge Lianhua Feng ("lotuspiek"), met een prominentie van 1734 meter. Deze wordt gevolgd door de 1840 meter hoge Guangming Ding ("heldere piek") en de 1829 meter hoge Tiandu Feng ("hemelse stad-piek").
De vorming van het gebergte gaat zo'n 100 miljoen jaar terug tot het Mesozoïcum, toen de zee tussen Noord- en Zuid-China verdween als gevolg van de beweging van de aardplaten. De gehele aardkorst bewoog omhoog, maar door erosie verdwenen de bovenste lagen en kwam het graniet aan het oppervlak te liggen. Omdat graniet minder snel erodeert dan de omringende gesteentes ging het granietlichaam een bergmassief vormen, een hoger deel van het landschap.
Het graniet bestaat uit 40 tot 60 procent veldspaat, 10 tot 20 procent dioriet, 25 tot 35 procent kwarts en sporen van zwart en geel mica. 
In het Kwartair gaven gletsjers vorm aan het landschap. Zo ontstonden de stenen pilaren en grotesk gevormde rotsen waar de Huangshan om bekendstaat. In het gebergte bevindt zich een aantal warmwaterbronnen, met name aan de voet van de "piek van de purperen wolk". Het water in deze bronnen heeft een hoge concentratie carbonaten. Verder heeft het gebergte twee meren, drie watervallen en 24 kreken.

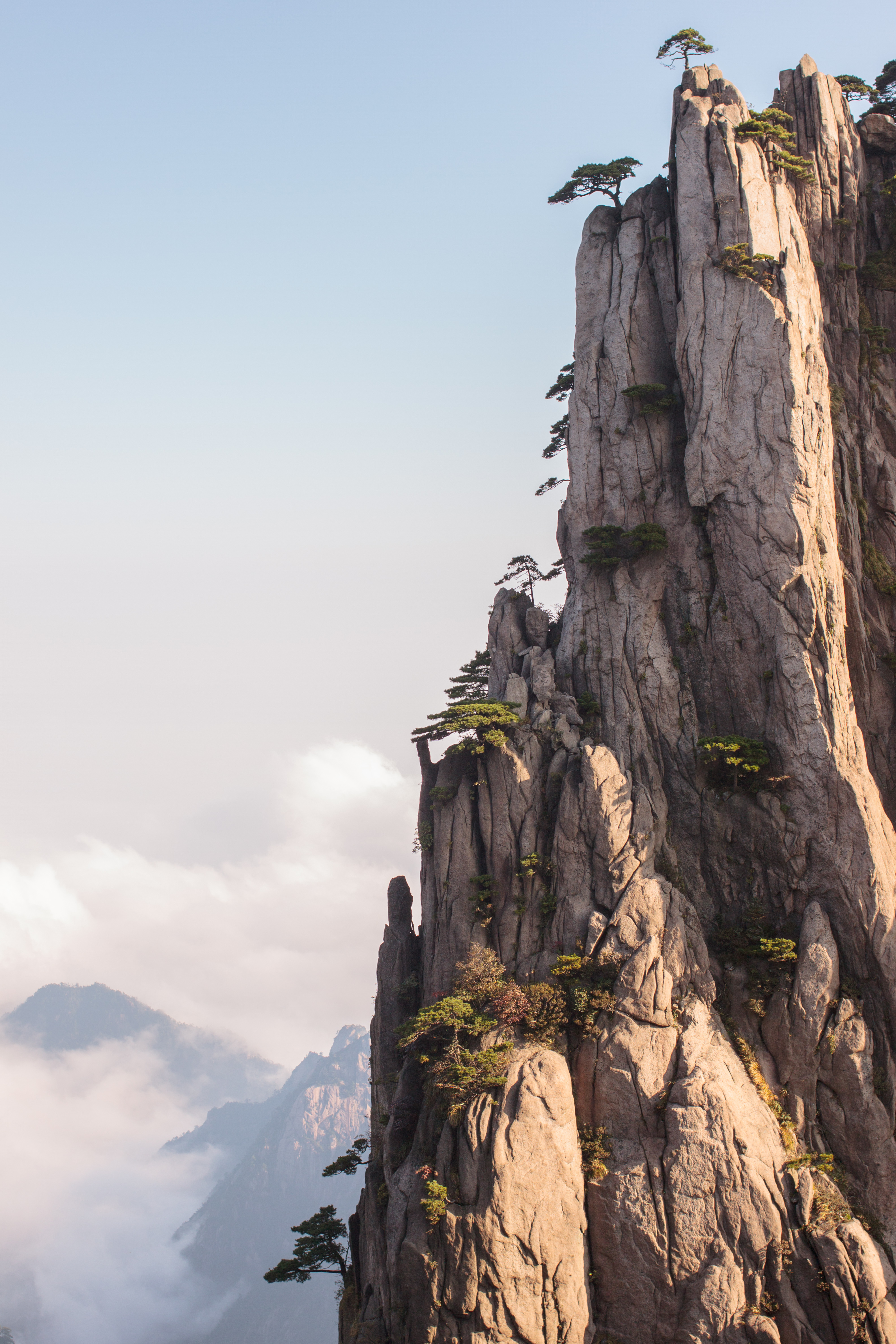
Pinus hwangshanensis-dennen op een rotspiek
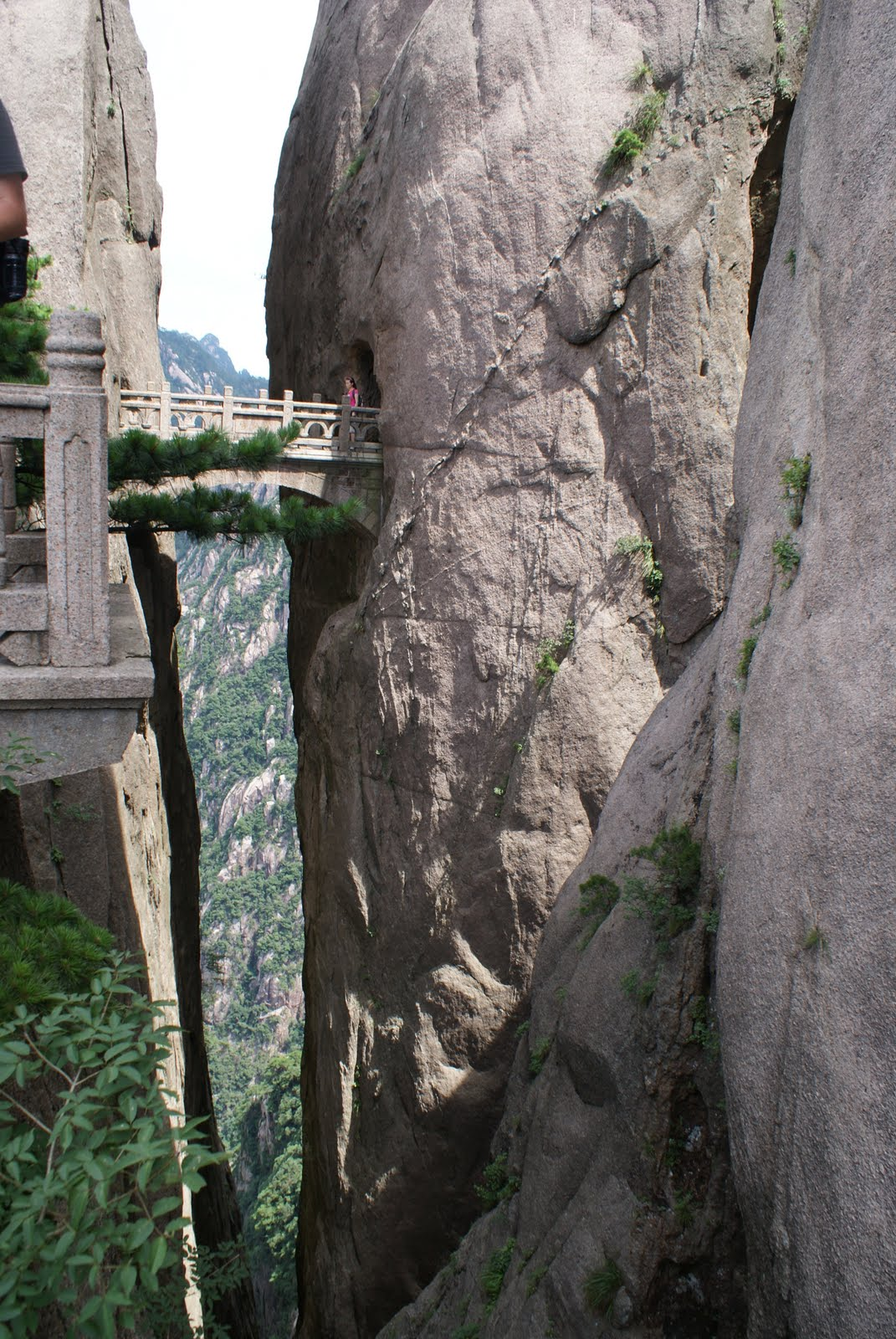
De in 1987 gebouwde Buxian-brug over de Xihai-kloof
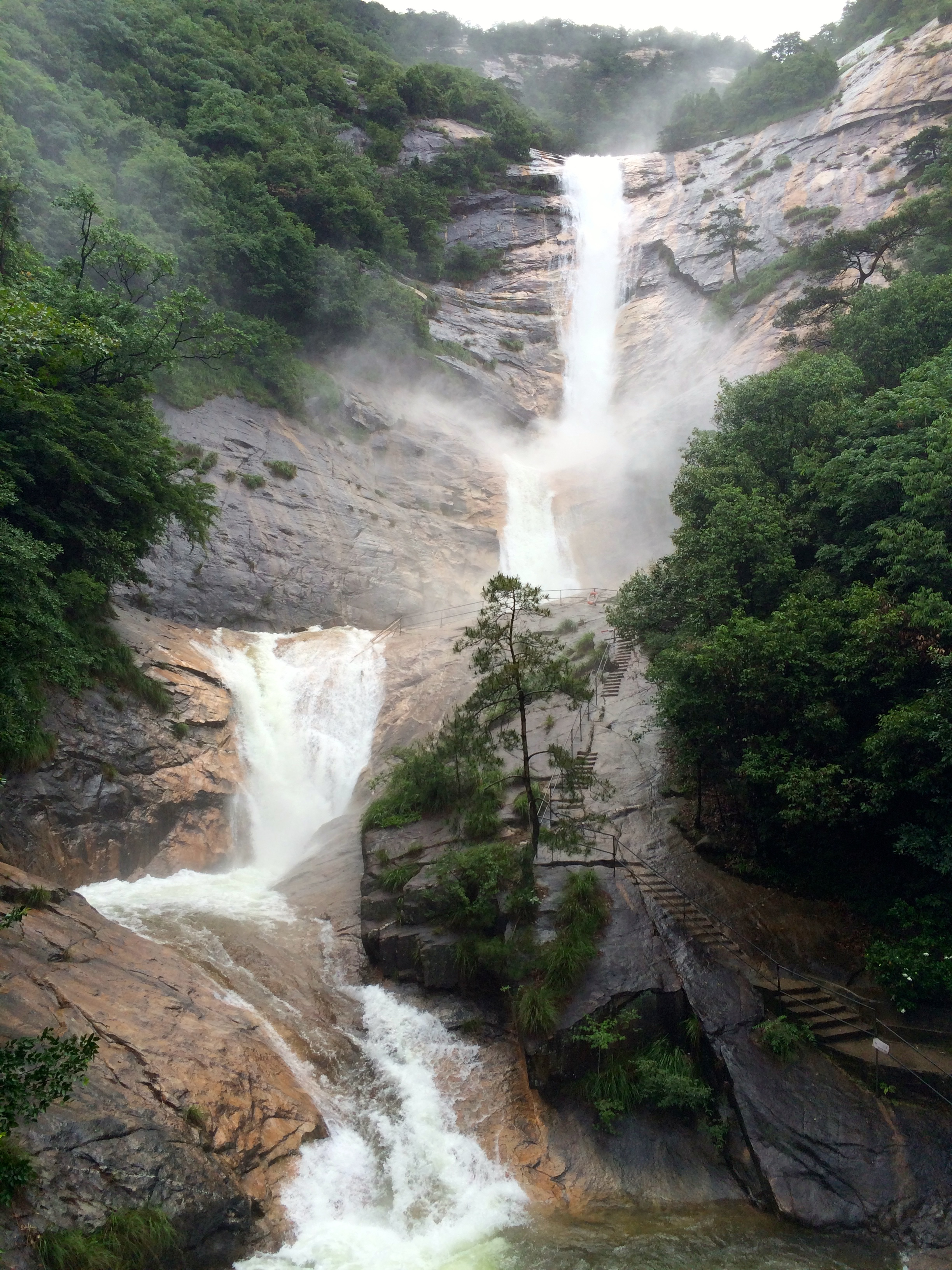
De Negen Draken-waterval (九龍瀑) aan de voet van het gebergte

## Ecologie

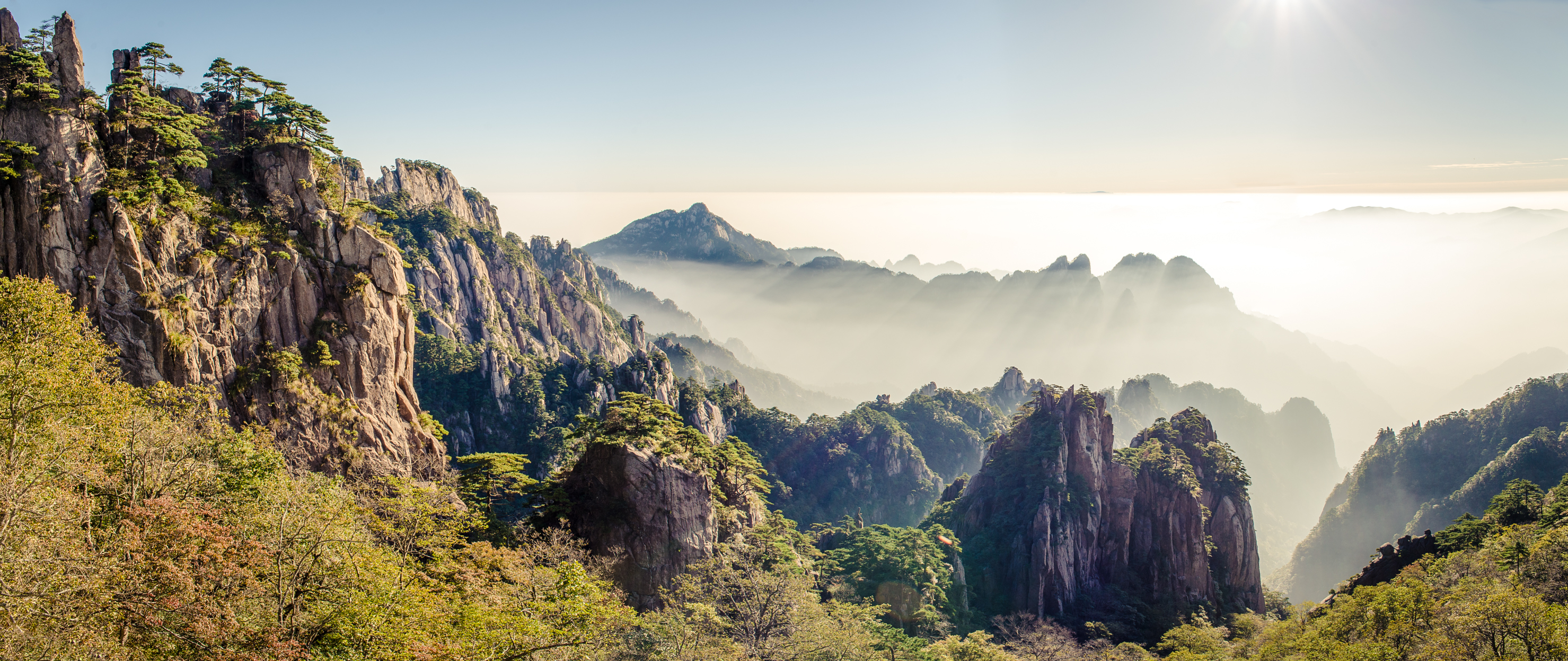
Uitzicht over Huangshan

Hoewel Huangshan niet tot de heilige boeddhistische bergen van China behoort, wordt het beschouwd als een van de mooiste berglandschappen van het land. Het is door de regering aangewezen als een van de 44 belangrijkste natuurmonumenten. De bergketen wordt als nationaal park beschermd. Het Werelderfgoed beslaat een gebied van 154 km², plus een bufferzone van 142 km². Het kerngebied is onbewoond. Daarbuiten wonen personeelsleden en hun gezinnen in de woonwijk Xianyao Ting.

### Flora
De begroeiing op Huangshan varieert per hoogte. Beneden de 800 meter is de Pinus massoniana-den een prominente boomsoort. Daarboven, van 800 tot 1800 meter is dit Pinus hwangshanensis. Bossen beslaan 56 procent van het totale landoppervlak. In de laagste gebieden, van 600 tot 1100 meter boven zeeniveau, bevinden zich dichte nevelwouden. Hier is de Quercus glauca-eik een dominante soort. Van 1100 meter tot de boomgrens op 1800 meter bevinden zich loofbossen met Japanse keizereiken en Fagus engleriana-beuken. Daarboven bestaat de vegetatie voornamelijk uit alpiene graslanden.
De Huangshan kent een grote biodiversiteit. In 1990 waren ongeveer 1650 plantensoorten geregistreerd, waarvan een groot aantal endemische en bedreigde soorten. In het gebied is een derde van China's mossensoorten vertegenwoordigd, alsook meer dan de helft van China's varenfamilies. Ongeveer 500 soorten bomen groeien op Huangshan en meer dan driehonderd medicinale kruiden, waaronder ginseng.

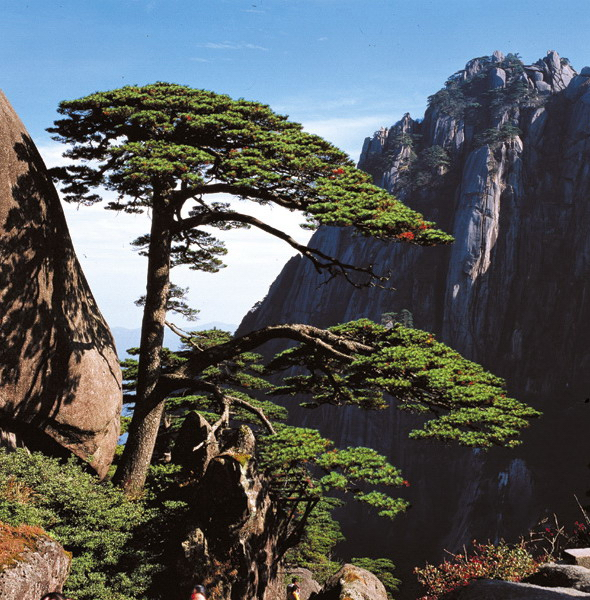
De 'Welkomstden' is een van de bekendste Pinus hwangshanensis-dennen.

Een aantal bomen trekken veel publiek om hun groteske vorm, leeftijd of steile ligging. Hiertoe behoren zeer oude gingko's en Juniperus squamata-jeneverbesbomen. De Pinus hwangshanensis-dennen zijn naar het gebergte vernoemd en groeien tot boven de boomgrens op de rotsen. Met hun grillig uiterlijk vormen ze een markant element in het landschap. Veel van de dennen zijn honderden jaren oud en dragen hun eigen naam. Een bekend voorbeeld is de 'Welkomstden' (迎客松; pinyin: Yíng kè sōng), die naar verluidt meer dan 1500 jaar oud is.
De bufferzone van het Werelderfgoed is voor 80 procent bedekt met vegetatie. Hiervan bestaat 45% uit natuurlijke bossen en de rest uit thee- en andere plantages. De Huangshan is met zijn vochtig klimaat een van China's belangrijkste gebieden voor de theeproductie. Een lokale variëteit van groene thee is Huangshan Maofeng (黄山毛峰: 'Huangshan Haarpiek'), die zijn naam dankt aan de donzige toppen van de theebladeren.

### Fauna
In 1990 telde men 48 soorten zoogdieren, 170 vogels, 38 reptielen, 20 amfibieën en 24 vissen in Huangshan. Hiervan zijn dertien soorten in China beschermd, waaronder de Aziatische zwarte beer, de nevelpanter, de Aziatische wilde hond en de zwartsnavelooievaar. Grote zoogdieren in het gebied zijn onder andere Tibetaanse makaken, resusapen, Indische civetkatten, Chinese zonnedassen, wilde zwijnen, sikaherten, Pallas' eekhoorns, Chinese gestreepte boomeekhoorn en Chinese schubdieren.

### Klimaat
Huangshan heeft een vochtig continentaal klimaat. Door zijn hoogte is het gebergte kouder en natter dan de rest van Anhui;  gemiddeld is het 256 dagen per jaar mistig en bewolkt en valt er 158 dagen sneeuw. De gemiddelde jaarlijkse vochtigheid bedraagt 70 procent, met de grootste piek in juli.
| Maand                                       | jan  | feb   | mrt   | apr   | mei   | jun   | jul   | aug   | sep   | okt   | nov  | dec  | Jaar    |
| ------------------------------------------- | ---- | ----- | ----- | ----- | ----- | ----- | ----- | ----- | ----- | ----- | ---- | ---- | ------- |
| Gemiddeld maximum (°C)                      | 0,9  | 2,5   | 6,5   | 11,6  | 15,4  | 18,0  | 20,5  | 20,3  | 16,9  | 12,6  | 7,9  | 3,0  | 11,4    |
| Gemiddeld minimum (°C)                      | −5,7 | −4,1  | −0,5  | 4,9   | 9,3   | 13,0  | 15,9  | 15,4  | 11,6  | 6,6   | 1,5  | −3,5 | 5,4     |
|                                             |      |       |       |       |       |       |       |       |       |       |      |      |         |
| Neerslag (mm)                               | 77,7 | 116,8 | 179,4 | 230,9 | 287,4 | 416,1 | 313,4 | 294,1 | 172,5 | 102,4 | 86,9 | 59,0 | 2.336,6 |
| Bron: National Meteorological Center of CMA |      |       |       |       |       |       |       |       |       |       |      |      |         |

Huangshans bewolking staat bekend als de 'Zee van wolken' (云海; pinyin: yúnhǎi). Gezien vanaf de bergtoppen vormen de wolkenvelden een toeristische trekpleister en veel uitzichten hebben hun eigen naam gekregen, zoals de 'Gele zee', de 'Zee van de hemel' en de 'Noordzee'. Ook de zonsondergangen van Huangshan zijn populair bij toeristen. Een klein aantal keren per maand is in het gebergte een glorie te zien die 'Boeddha's licht' (佛光, pinyin: fóguāng) wordt genoemd.

## Geschiedenis

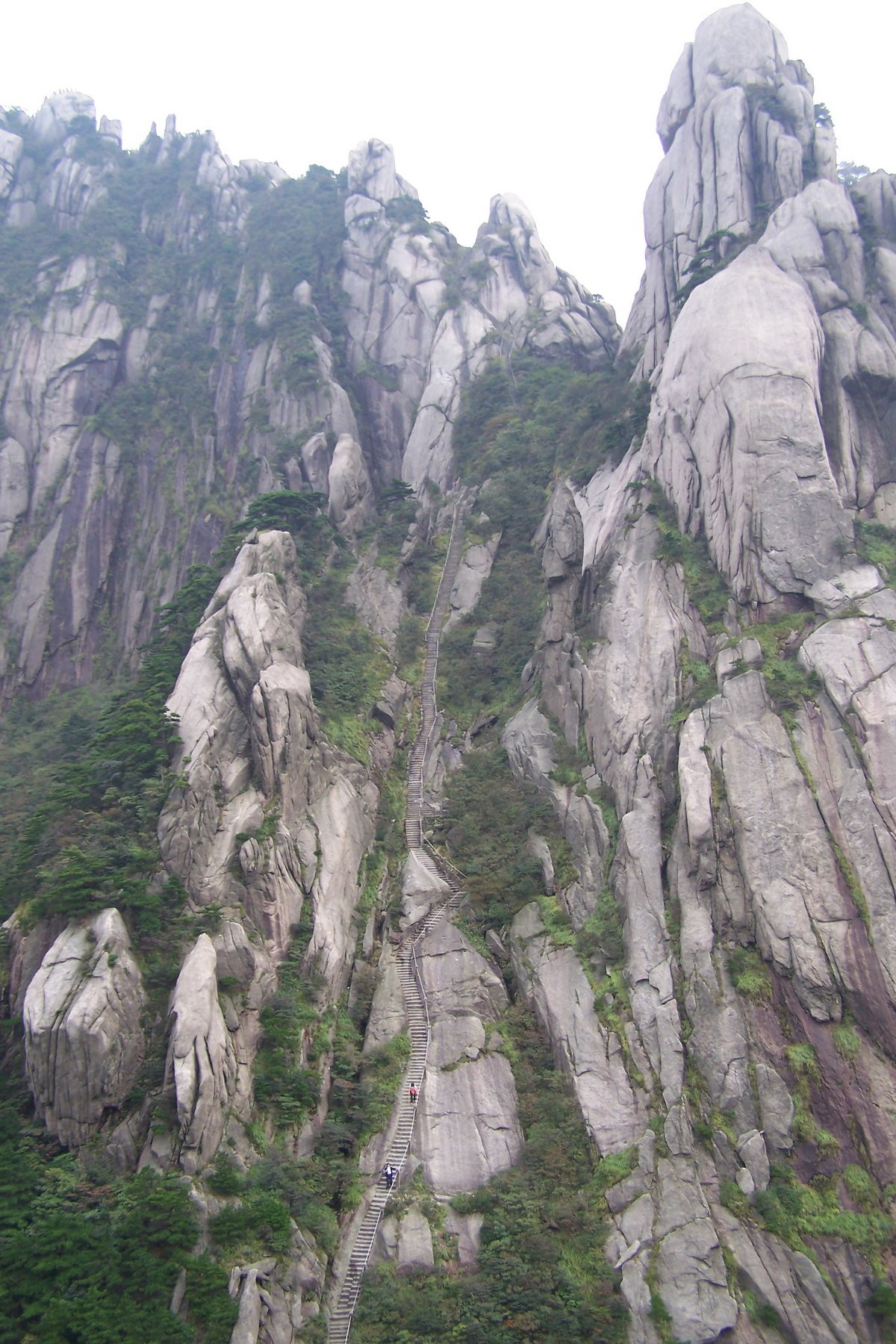
Uitgehakte traptreden naar de top van de Tiandu Feng

De vroegste verwijzing naar het gebergte is naar verluidt te vinden in Shanhai jin ('Boek van bergen en zeeën'). In dit werk wordt de bergketen San-tianzi Du genoemd. Tijdens de Qin-dynastie (221–206 v.Chr.) stond Huangshan bekend als de Yishan ('berg Yi'). Tegen de val van de Han-dynastie (206 v.Chr.-220 na Chr.) wordt het in de Annalen van de Han-dynastie Youshan ('berg You') genoemd.
Op 17 juni 747 kreeg het gebergte zijn huidige naam op decreet van keizer Tang Xuanzong, en de dichter Li Bai (701–762) was een van de eersten die de nieuwe naam gebruikte. Naar verluidt is het een eerbetoon aan Huangdi, de legendarische Gele Keizer die de voorvader zou zijn van de Han-Chinezen. Over de precieze reden van dit eerbetoon bestaan meerdere legendes. Zo zou Huangshan de plaats zijn waar Huangdi naar de hemel oprees, of waar hij het levenselixer ontdekte.
Veel treden in de rotswanden zijn naar verluidt reeds in de 6e eeuw uitgehakt. Toch bleef het gebied tot 747 grotendeels ontoegankelijk. Sinds de naamsverandering in 747 steeg het aantal bezoekers en verschenen er talloze tempels. Alleen al tijdens de Yuan-dynastie (1279–1368) werden er 64 tempels op de bergketen gebouwd. Tegenwoordig zijn twintig tempelruïnes bewaard gebleven. Bekende tempels zijn de Fahai-meditatietempel en de Wonshu-tempel, die in 1606 werden gebouwd door de monnik Pumen. In totaal bedraagt het aantal uitgehakte treden in Huangshan mogelijk meer dan 60.000.
In 1990 werd Huangshan door UNESCO op de Werelderfgoedlijst geplaatst, zowel om het landschap als om zijn rol als habitat voor bedreigde diersoorten. In 2002 verzusterde Huangshan met de Jungfrau in de Zwitserse Alpen en in 2006 met Yosemite National Park in Californië.

## Artistieke inspiratie

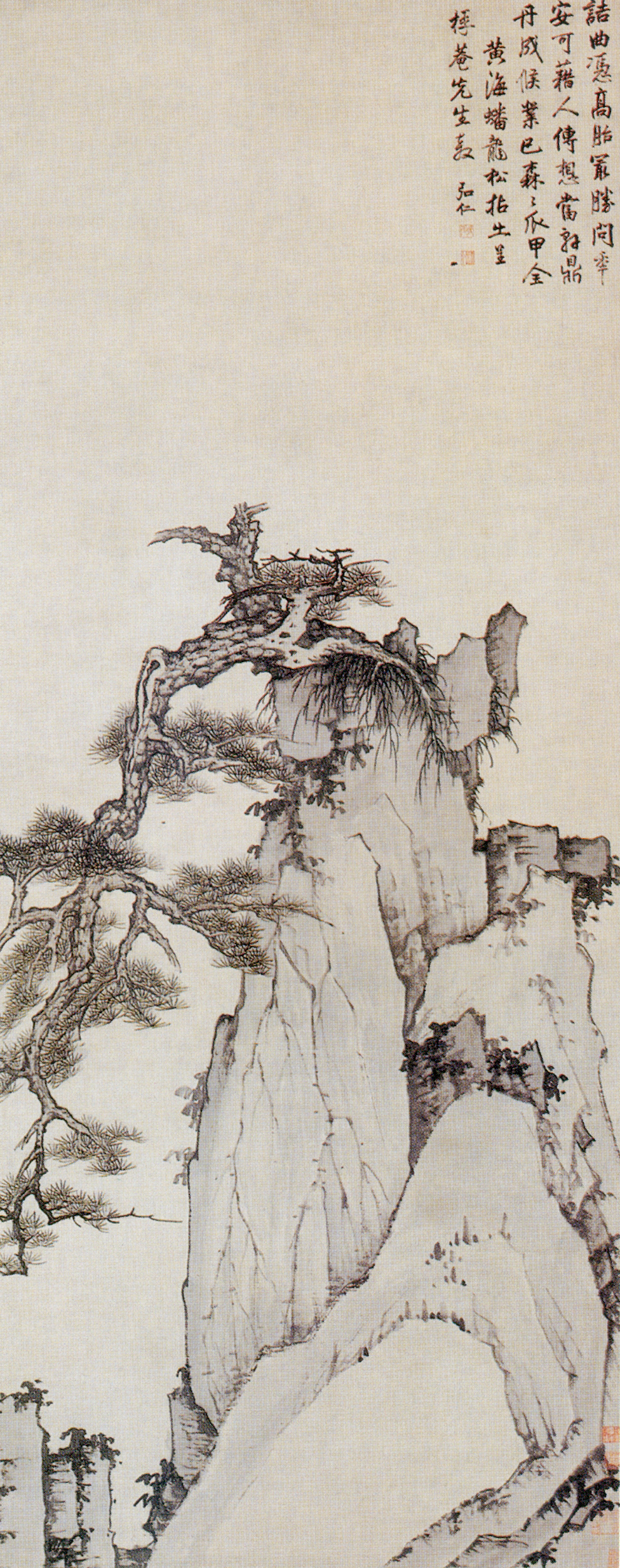
Den op de Gele Berg door Hong Ren, hangende rol met gewassen inkt op papier

Huangshan dankt een groot deel van zijn reputatie aan de Chinese kunsten. Honderden essays en meer dan 20.000 gedichten zijn gewijd aan het gebergte, waaronder een groot aantal van de hand van Li Bai.
Sinds de Tang-dynastie vinden Chinese kunstschilders inspiratie tijdens hun wandelingen door het gebergte. De Anhui-school of Xin'an-school was een invloedrijke schilderstroming in de vroege Qing en stond ook wel bekend als de Huangshan-school. De minimalistische shan shui-landschappen in gewassen inkt uit deze school vertonen de eigenaardige landschapskenmerken van het gebergte. Bekende vertegenwoordigers zijn Xiao Yuncong (1596–1673), Hong Ren (1610–1664), Zha Shibiao (1615–1698) Mei Qing (ca. 1623–1697) en Shitao (1642–1707).
Ook in de populaire cultuur is het gebergte als bron van inspiratie gebruikt. Regisseur James Cameron baseerde naar eigen zeggen zijn fictieve wereld in Avatar (2009) deels op Huangshan. De Chinese animatieserie Stitch & Ai is een spin-off van Disney's Lilo & Stitch-franchise en speelt zich af in het gebergte.

## Beheer
In 1934 richtte de gouverneur van de provincies Anhui en Fujian een comité op dat verantwoordelijk was voor het behoud, beheer en ontwikkeling van Huangshan. In het daaropvolgende jaar werden de grenzen van het beschermde gebied vastgesteld en twee jaar later werd er een politiebureau gestationeerd, dat de wouden van de bergketen tegen vuur en andere bedreigingen moest beschermen.

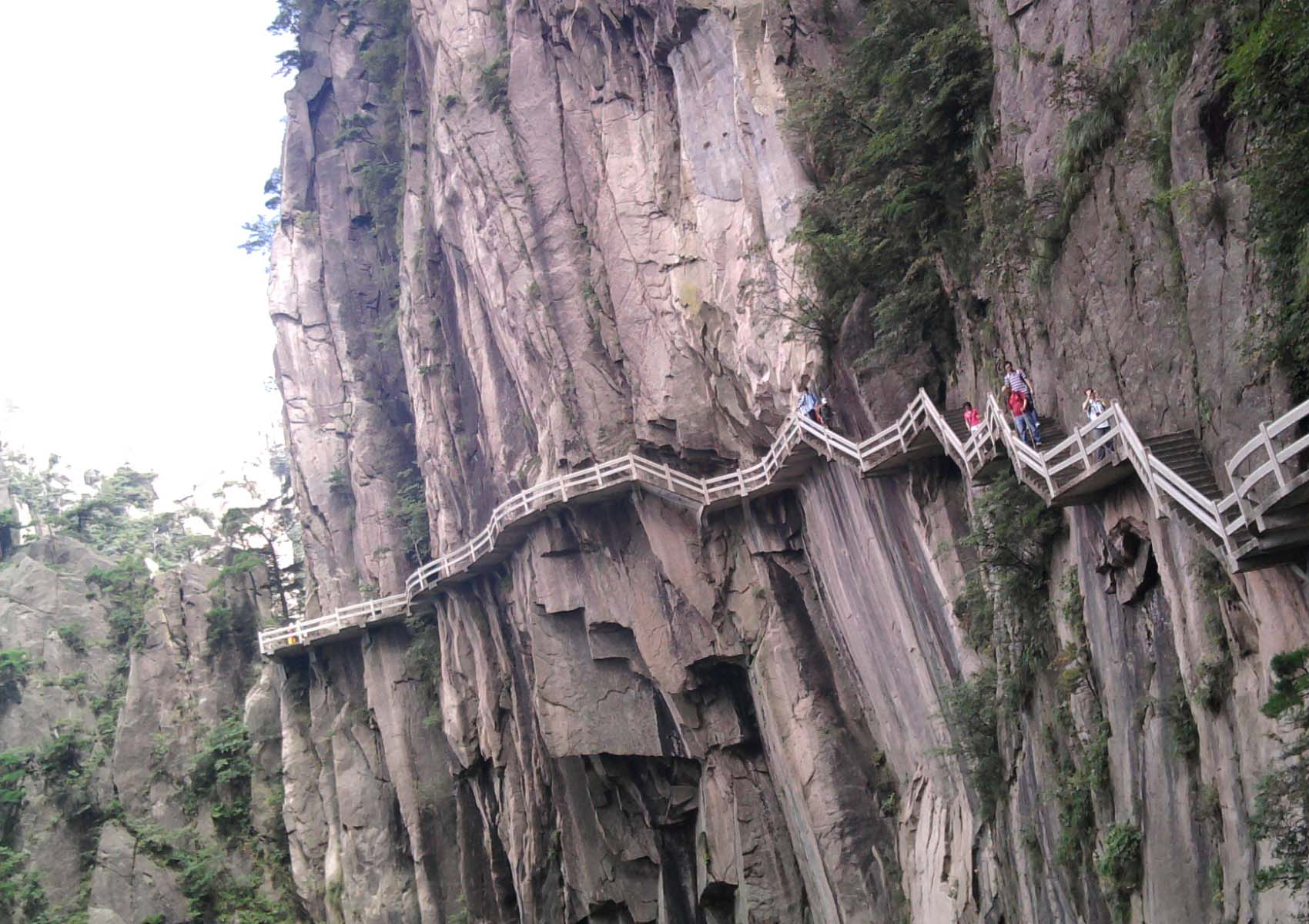
Traptreden voor toeristen op de kliffen van Huangshan

In 1943 viel het beheer over Huangshan onder het Administratief Bureau Huangshan, dat na de oprichting van de Volksrepubliek China in 1949 werd vervangen door de Administratieve Afdeling Huangshan. Sinds 1979 wordt het gebied beheerd door het Administratief Bureau Huangshan van Anhui. In november 1987 liet de stad Tunxi haar naam veranderen in Huangshan. De stad wordt direct door de provincie Anhui bestuurd en heeft als primair doel om de bergketen en haar omgeving te beschermen en toeristen aan te trekken. Zo werd in datzelfde jaar de Buxian-brug over de Xihai-kloof gebouwd, een van de vele trekpleisters in het gebied.
Op 13 april 1989 werd op het Volkscongres van Anhui een aantal verordeningen goedgekeurd die het landschap Huangshan moet beschermen en behouden. Zo is er een verbod op bouwwerkzaamheden, landbouw, begrazing, jacht, het verzamelen van brandstof en industriële en mijnbouwwerkzaamheden.

## Toerisme
Huangshan is een belangrijke toeristische bestemming in China; in 2007 werd het gebergte bezocht door meer dan anderhalf miljoen bezoekers. De bergketen is vanaf Shanghai per bus, trein en vliegtuig te bereiken. Huangshan zelf is toegankelijk gemaakt door diverse kabelbanen en ruim vijftig kilometer aan voetpaden. Er zijn minstens 140 gebieden opengesteld voor publiek. Desondanks maakt verreweg het grootste deel van de toeristen gebruik van een klein aantal paden, dat in een dag geheel te bewandelen is. In het hoogseizoen is de mensenmassa zo groot dat men in een rij schuifelend langs de uitzichtpunten loopt.

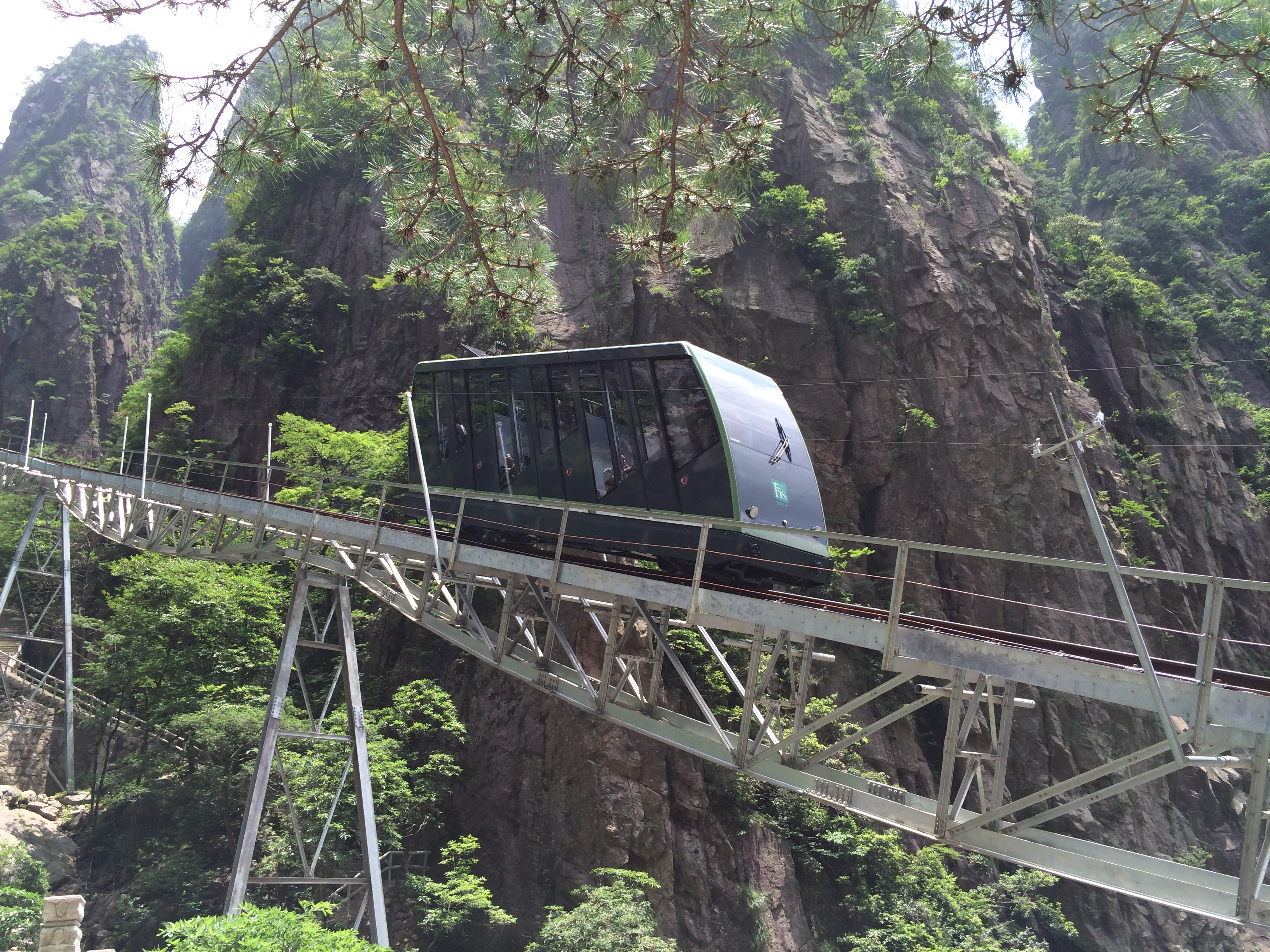
Kabeltrein in de Xihai-kloof
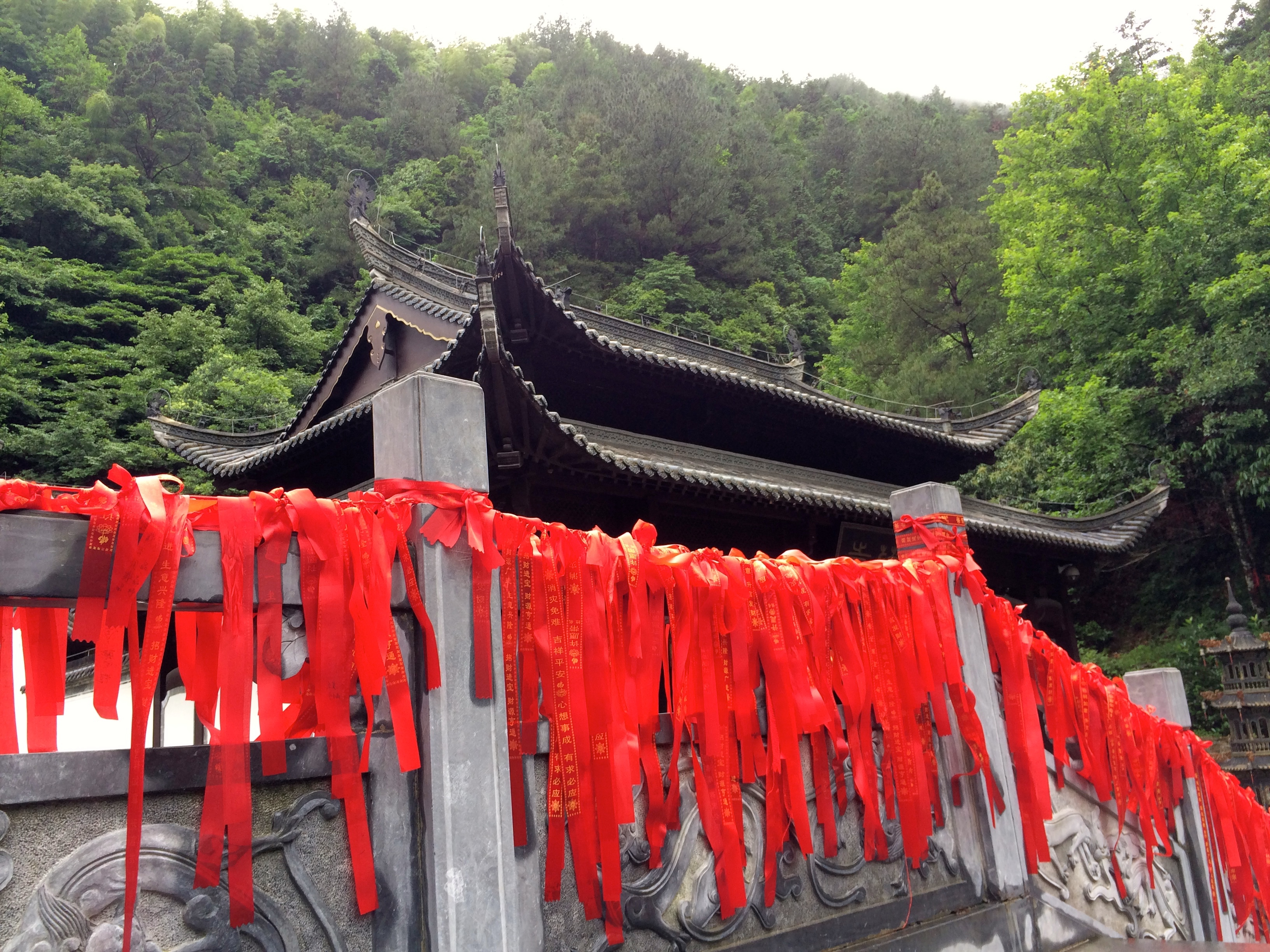
De Guicang-tempel (归藏寺) bij de Negen Draken-waterval
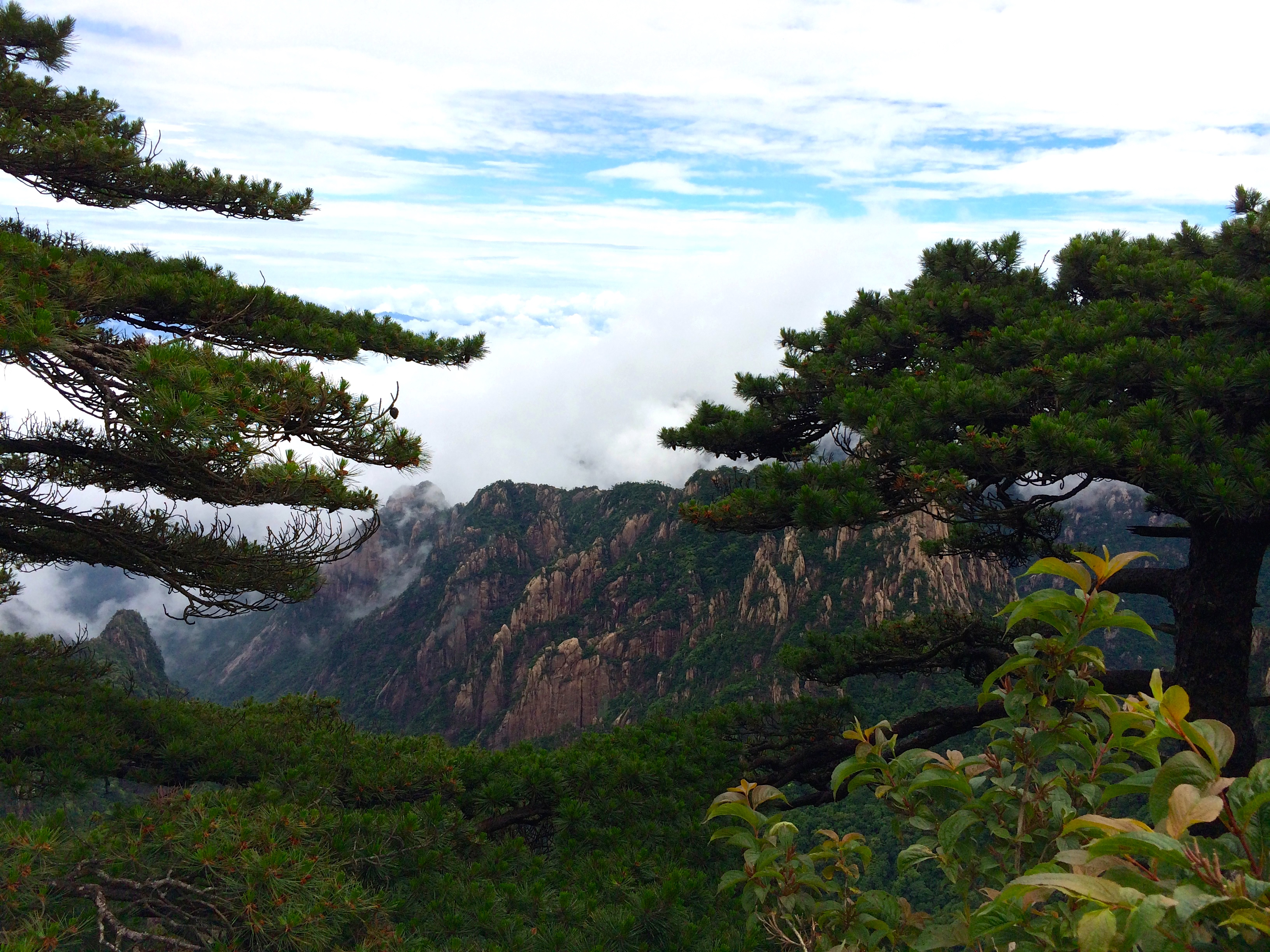
Uitzicht vanaf de Shixin-piek (始信峰, letterlijk: "Beginnen-te-geloven-piek")

Chinese Muur · Heilige berg Taishan · Verboden Stad · Paleis van Mukden · Mogaogrotten · Mausoleum van de eerste Qin-keizer · Vindplaats van de Pekingmens in Zhoukoudian · Berglandschap van Huang Shan · Jiuzhaigou-vallei · Huanglong · Wulingyuan · Bergresidentie en afgelegen tempels van Chengde · Tempel en begraafplaats van Confucius en het huis van de familie Kong in Qufu · Oud gebouwencomplex in de Wudangbergen · Historisch ensemble van het Potala-paleis in Lhasa · Jokhangtempel · Norbulingkatempel · Nationaal park Lushan · Landschap rond de berg Emei, inbegrepen het gebied van de Grote Boeddha van Leshan · Oude stad Lijiang · Oude stad Pingyao · Suzhou · Zomerpaleis, een keizerlijke tuin in Peking · Tempel van de hemel, een keizerlijk offeraltaar in Peking · Rotssculpturen van Dazu · Wuyigebergte · Oude dorpen in zuidelijk Anhui - Xidi en Hongcun · Keizerlijke paleizen van de Ming- en Qing-dynastieën in Peking en Shenyang · Grotten van Longmen · Qingcheng en Dujiangyan-irrigatiesysteem · Grotten van Yungang · Beschermd gebied van drie parallelle rivieren in Yunnan · Hoofdsteden en graven van het oude koninkrijk Koguryo · Historisch centrum van Macau · Reservaten van de reuzenpanda in Sichuan · Yinxu · Diaolou en dorpen in Kaiping · Zuid-Chinese karstlandschap · Tulou in Fujian · Nationaal park Sanqingshan · Wutai Shan · Cultuurlandschap van het Westelijke Meer van Hangzhou · Tian Shan in Xinjiang · Cultuurlandschap van rijstterrassen van de Hani in Honghe · Het Grote Kanaal · Zijderoute: het wegennetwerk van de Chang'an-Tiensjancorridor · Sites van de Tusi · Cultuurlandschap met rotstekeningen van Zuojiang Huashan · Hubei Shennongjia · Qinghai Hoh Xil · Gulangyu: een historische internationale nederzetting · Fanjingshan · Archeologische ruïnes van de stad Liangzhu · Trekvogelreservaten langs de kust van de Gele Zee en de Golf van Bohai · Quanzhou